# Pseudopoda lutea
Pseudopoda lutea là một loài nhện trong họ Sparassidae.
Loài này thuộc chi Pseudopoda. Pseudopoda lutea được Tord Tamerlan Teodor Thorell miêu tả năm 1895.